# Стеатогепатит
Стеатогепатит — запальне захворювання тканини печінки, спричинене надлишковим накопиченням жирової тканини у гепатоцитах (функціонально-активних клітинах печінки).
Найчастіше виникає внаслідок тривалого вживання алкоголю. Також до стеатогепатиту можуть призвести різні метаболічні порушення або постійний прийом деяких лікарських препаратів.
Залежно від причини виникнення буває:
- неалкогольний або метаболічний (обумовлений комбінацією факторів ризику, зокрема: ожиріння або різке зниження ваги, порушення харчування, цукровий діабет 2-го типу, чоловіча стать та ін.);
- лікарський (спрокований тривалим вживанням певних медикаментів);
- алкогольний (спричинений хронічним вживанням етанолу та його похідних).

Нерідко у пацієнтів трапляється поєднання всіх трьох типів.

## Симптоми
Багато людей із стеатогепатитом можуть не мати явних симптомів. Приблизно третина хворих відчуває тиск у правому підребер'ї, переповненість в животі, слабкість, втому і проблеми з концентрацією. На пізніших етапах може розвинутися цироз печінки, що супроводжується жовтушністю шкіри, розширенням підшкірних вен і наявністю асциту.
Для пацієнтів із схожими симптомами важливо детально збирати історію хвороби для визначення причин ураження та виключення вірусних гепатитів.
Обстеження може виявити збільшення печінки (гепатомегалію), яке є першою ознакою можливого стеатогепатиту. При пальпації печінка щільної консистенції, збільшена, виходить за край реберної дуги.